# NOFX
NOFX byla americká punková kapela z Los Angeles. Byla založena v roce 1983 baskytaristou a zpěvákem Fat Mikem a kytaristou Ericem Melvinem. Krátce nato se přidal bubeník Erik Sandin. Sestavu doplnil v roce 1991 kytarista a trumpetista El Hefe a v této sestavě skupina hrála do podzimu roku 2024.
Popularitu kapela získala především po vydání alba Punk in Drublic (1994), které se v USA stalo zlaté a nyní je považované kritiky i fanoušky za jedno z nejdůležitějších punkových alb vůbec. Stalo se tak v době, kdy vznikl velký zájem o punk rock a proslavily se i jiné kalifornské skupiny jako například Rancid, Bad Religion, Green Day, The Offspring, Sublime nebo Pennywise. Na rozdíl od některých těchto skupin ale NOFX nikdy nepodepsali smlouvu s Major labelem.
NOFX vydali jedenáct studiových alb, a patnáct EP a mnoho singlů. Momentálně dokončili nahrávání dvanáctého alba s názvem Self Entitled, které vychází 11. září 2012. Kapela prodala celosvětově přes 6 milionů alb, což z ní dělá jednu z nejúspěšnějších nezávislých skupin všech dob.
V České republice několikrát vystoupili, 23. srpna 2011 vyprodali Lucerna Music Bar. Ve dnech 23.–24.8. 2016 kapela vystoupila společně se Sum 41 a Pennywise na pražském festivalu PRAGUE SOUNDS GOOD!
Krom radosti z dalšího českého koncertu, tak se dokonce i fanoušci po celém světě dočkali 7. října, kdy bylo datováno vydání nového již třináctého alba s názvem First Ditch Effort (2016).
V roce 2023 ohlásila skupina rozpad a s tím i poslední celosvětové turné s názvem Final Tour (40 let, 40 měst, 40 skladeb). V květnu a červnu 2024 proběhlo turné po Evropě a počátkem října 2024 v Los Angeles v Kalifornii skončí. Jak Fat Mike na Instagramu v jednom příspěvku napsal: „Los Angeles bude poslední místo, kde budeme hrát. Tam jsme začali, tam i skončíme.“ NOFX odehráli svá 3 poslední živá vystoupení na svých největších koncertech 4., 5. a 6. října 2024 v losangeleské čtvrti San Pedro.

## Diskografie
Studiová alba
- Liberal Animation (1988)
- S&M Airlines (1989)
- Ribbed (1991)
- White Trash, Two Heebs and a Bean (1992)
- Punk in Drublic (1994)
- Heavy Petting Zoo (1996)
- So Long and Thanks for All the Shoes (1997)
- Pump Up the Valuum (2000)
- The War on Errorism (2003)
- Wolves in Wolves' Clothing (2006)
- Coaster (2009)
- Self Entitled (2012)
- First Ditch Effort (2016)